# Plan B
Pour les articles homonymes, voir Plan B (homonymie).
Le plan B est la première alternative au plan principal, auquel on recourra si les conditions nécessaires au premier plan ne sont pas réunies (par exemple : si les conditions climatiques ne sont pas favorables), ou si le plan principal (communément appelé plan A), pour une raison quelconque, ne fonctionne pas. Il est donc la suite du Plan A, et précède un éventuel plan C.

## «Plan B» dans le jargon militaire
L'expression plan B est apparue tout d'abord dans le jargon militaire. L'expression a par la suite été utilisée dans d'autres domaines d'activité.
Par construction, le plan B est donc une roue de secours moins satisfaisante pour les initiateurs que le plan principal, mais pas encore catastrophique : le commandement a encore un plan, il n'est pas encore réduit à improviser, tout n'est donc pas perdu.
Il faut distinguer la notion de « plan B » des différents scénarios de remplacement dépendant des conditions ou de décisions à un échelon supérieur de commandement. En effet, un état-major efficace produit et évalue plusieurs plans en fonction des situations envisageables (plan rouge, plan vert, plan jaune…), qui peuvent chacun avoir leur plan B, et même, un plan C, D, E… Si l'état-major n'a produit qu'un seul plan qui n'a pas de variante « B », sa compétence est douteuse. Mais, pour différentes raisons politiques, le responsable peut nier l'existence ou la pertinence d'un plan de remplacement que ses services ont pourtant évalué et validé. Ainsi et par exemple, lors de la crise des missiles de Cuba en 1962, le commandement militaire américain avait présenté comme seules possibilités crédibles des options très agressives (bombardement, invasions) et complètement rejeté le plan du blocus qui sera pourtant mis en œuvre avec succès.
Le commandant en chef, au dernier moment, choisira le plan principal, et, le cas échéant, décidera qu'il est nécessaire de passer à la variante "B".
Par opposition, le plan principal peut être appelé le plan A.
Toutefois, l'utilisation des lettres A, C, D, E... n'est pas forcément fondée puisque le B dans "plan B" signifie aussi backup (plan de secours, plan de repli).

### Exemple de plan B militaire: les stratégies des Austro-Hongrois et des Russes
Les stratégies militaires des deux pays correspondaient dans les grandes lignes à celles de l'Allemagne. L'Autriche-Hongrie avait élaboré deux plans. Le premier, connu sous le nom de plan B, consistait à se battre contre la Serbie dans les Balkans. Le second, le plan R, consistait à se battre sur les deux fronts contre la Serbie et son alliée, la Russie.
Ce dernier scénario, plus probable, prévoyait que les armées austro-hongroises combattraient aux côtés des troupes allemandes, basées en Prusse-Orientale. Les armées austro-hongroises avaient pour ordre de lancer une attaque dans le sud de la Pologne, pays contrôlé par la Russie, afin de dérouter les troupes russes de la Prusse-Orientale.
La Russie avait également élaboré deux plans. Tout d'abord, si l'Allemagne attaquait la Russie, les armées russes ménageraient une guerre défensive. Si toutefois elle choisissait d'attaquer la France en premier, les troupes russes marcheraient en Prusse-Orientale aussi vite que possible.
La stratégie de la Serbie était déterminée par la taille relativement modeste de ses forces armées. Ses commandants ne pouvaient, en tout état de cause, que mener une guerre défensive, en espérant retarder le plus longtemps possible ses assaillants, le temps que les évènements ou d'autres fronts obligent l'ennemi à retirer une partie de ses troupes de la Serbie.

## «Plan B» en politique

### Au Canada, référendum québécois de 1995
Au Canada, le « plan B » est le nom donné à la stratégie du gouvernement fédéral à la suite du référendum québécois de 1995. Elle utilisait des outils politiques et judiciaires visant à éviter la tenue d'un troisième référendum sur l'indépendance du Québec et à garantir le statu quo canadien[réf. nécessaire].
Au Québec, l'expression est maintenant utilisée dans tous les domaines où il peut être utile de prévoir une alternative en cas d'échec à une proposition initiale.

### En France, référendum de 2005 sur le traité constitutionnel
En France, l'expression a connu une fortune médiatique en 2005 en France, au cours de la campagne référendaire à propos du traité constitutionnel européen. Parmi les arguments incitant au vote « non » figurait fréquemment la promesse d'une alternative, rarement définie, au TCE, appelée « plan B ».
Les partisans du traité ont avancé, à l'instar de Jacques Delors, l'extrême difficulté du problème de la renégociation. Lorsqu'ils s'étaient auparavant opposés aux traités précédents tels que le traité de Maastricht ou le traité de Nice, ils ont largement utilisé l'argument qu'un rejet du TCE ne déboucherait que sur l'enlisement dans Maastricht-Nice et son parlement européen faible, ses droits de votes disproportionnés, l'Europe politique plombée par la règle de l'unanimité dans de nombreux domaines…
Les opposants au Traité ont eux argué que si l'Europe était réellement une nécessité il y aurait « forcément » une autre tentative constitutionnelle, que si elle était souhaitée par ses peuples il en serait de même. Ils ont également estimé qu'ils préféraient garder en l'état les traités actuels, même s'ils les trouvaient mauvais, plutôt que de « graver dans le marbre » l'avenir de l'Europe dans un texte parlant d'« économie sociale de marché » et d'un « marché intérieur où la concurrence est libre et non faussée » (en remplacement de « [politiques économiques conformes] au principe d'une économie de marché ouverte où la concurrence est libre »). Ces objectifs étant inclus dans un texte nommé « constitution », ils estimaient, bien qu'un rapport du Sénat ait montré que les traités précédents étaient de même niveau juridique, qu'ils figeaient définitivement la politique économique de l'Union européenne car il n'y aurait jamais l'unanimité exigée pour les modifier (sachant que les traités existants ne peuvent eux aussi être renégociés qu'à l'unanimité).

#### Difficultés avancées
Renégocier un traité européen n'a rien d'impossible en soi, mais les difficultés suivantes existent :
- Choisir une méthode d'élaboration du texte. Les précédents traités ont été négociés dans une Conférence intergouvernementale (CIG) et se concluaient généralement sur la « méthode des petits pas ». La rédaction du TCE au contraire avait été confiée à une Convention sur l'avenir de l'Europe pluraliste, ouverte et indépendant des États. L'analyse peut être faite que cette méthode a été désavouée et qu'il faut en revenir aux CIG classiques mais on peut aussi considérer que le « Non » exprimait la volonté d'une élaboration plus démocratique et de la réunion d'une assemblée constituante.
- Ensuite, il s'agit de réunir sur un même texte 25 des 25 pays de l'Union européenne, ainsi que suffisamment de familles politiques pour obtenir le soutien d'une majorité de l'opinion dans chacun des pays. En particulier, plusieurs camps sont à prendre en compte :
  - Ceux qui rejettent l'Union européenne au nom de la primauté des États. C'est le cas des souverainistes, de gauche comme Jean-Pierre Chevènement, de droite comme Philippe de Villiers, mais aussi de certains Verts notamment en Scandinavie qui, tant que l'UE repose sur des bases de promotions du marché libre et de la concurrence, préfèrent maintenir les droits des États en estimant qu'il préserve un modèle social auquel ils tiennent.
  - Ceux qui sont satisfaits du traité de Nice et n'ont pas intérêt à ce que des changements substantiels voient le jour. C'est le cas de certains libéraux[5] mais d'autres étaient favorables au TCE, le patronat français comme le regroupement patronal européen soutenaient le traité. C'est aussi le cas de Pays tels que la Pologne que le traité de Nice avantage du point de vue des répartitions de voix de vote (campagne connue sous le nom de "Nice ou la mort") mais l'Espagne qui est dans le même cas a néanmoins voté pour.
  - Ceux qui sont favorables à l'Union européenne mais critiquent à la fois les institutions du traité de Nice et celles du traité constitutionnel. C'est ce qui fonde le « non » de gauche et écologiste qui considère que ces deux textes reposent sur la même dogmatique économique libérale.
  - Ceux qui étaient officiellement satisfaits du TCE, c’est-à-dire les 14 pays qui l'ont ratifié et correspondaient à une majorité des pays européens. C'est une majorité en partie fictive sur le plan démocratique car dans certains pays le traité n'avait pas été soumis à référendum. L'exemple de la France montre qu'il peut y avoir un hiatus important entre la volonté populaire (55 % de Non) et le parlement (80 % de Oui) Ces pays vont chercher soit à sauver le compromis que représentait le TCE, soit en contrepartie à imposer les revendications sur lesquelles ils avaient cédé.
- La portée des modifications apportées par cet éventuel nouveau texte est un vrai dilemme : elle devrait être suffisamment large pour faire changer d'avis les électeurs s'étant prononcé contre le texte, mais les contraintes évoquées précédemment tendent au contraire à ce que les changements approuvés soient nécessairement limités.
- Réussir à faire ratifier ce texte par 25 des 25 pays
  - Entre chaque éventuel refus, il faut prendre en compte le temps mis à négocier/ratifier un traité, qui s'étale nécessairement sur plusieurs années

#### Solutions évoquées par les opposants au traité constitutionnel
Pour Laurent Fabius, la solution de rechange consiste à refuser « les directives contestables », renégocier le texte en conservant la Charte des droits fondamentaux, en aménageant la partie institutionnelle et en supprimant celle sur les politiques économiques contenues dans le titre III.
Le commissaire européen Jacques Barrot (UMP) déclare à ce propos : « Supprimer la partie III du traité constitutionnel ? La belle affaire : elle continuerait à s'appliquer dans sa forme actuelle, issue du traité de Nice ». Ceci n'est cependant pas parfaitement exact puisque la partie III contenait également le passage à la procédure de codécision et à la majorité qualifiée de nombre de domaines, des mesures écologiques et sociales « transversales », l'article 122 sur les services d'intérêt économique général dans l'Union européenne… voir Principaux changements entre le traité de Rome de 2004 et le traité de Nice pour plus de détails.

#### Solutions évoquées par les partisans du traité constitutionnel
Le premier ministre belge Guy Verhofstadt appelle à la création des États-Unis d'Europe dans un livre paru en 2006.

#### Le rapport Duff/Voggenhuber
La tentative la plus avancée jusqu'ici pour relancer l'Union européenne est venue d'une initiative du Parlement européen menée par le libéral anglais Andrew Duff et l'écologiste autrichien Johannes Voggenhuber.
Extrêmement ambitieux, le rapport espérait :
- Que la période de réflexion décidée par le Conseil européen en juin 2005 permette de distinguer les dispositions qui, dans le traité constitutionnel européen (TCE), font consensus, de celles qui prêtent à controverse et ont été au cœur des campagnes référendaires.
- Que cette période de réflexion débouche sur la convocation d'une nouvelle Convention chargée de retravailler sur ces points de désaccord, le résultat final devant être soumis à un vote consultatif dans toute l'UE en même temps que les prochaines élections européennes en 2009.

Duff et Voggenhuber ne parviennent pas à convaincre les députés de leur approche. Le rapport final du Parlement européen se contente de laisser ouvertes toutes les possibilités pour avancer, tout en affichant sa préférence pour le maintien du texte existant.
Cette tentative de relance a été critiquée très durement par le groupe Indépendance/Démocratie ainsi que par les Communistes. Le Bundestag, la chambre basse allemande, a très vite signifié au Parlement européen qu'une telle initiative de réforme constitutionnelle n’était pas dans ses compétences, ce qui est exact, le TCE n'ayant pas été ratifié.

#### Le plan D
La réaction la plus structurée des institutions européennes fut l'annonce du plan D (Démocratie, Dialogue et Débat) en décembre 2005.

## Expression «Il n'y a pas de plan B»
L'expression « Il n'y a pas de plan B », est une variante française du « TINA » anglais (There is no alternative). Cette expression est particulièrement remarquée lorsqu'elle est utilisée en politique et reprise dans les médias. 
Ce fut notamment le cas, en France, à l'occasion du référendum sur la constitution européenne en 2005 (cf. supra), ou bien lors des discussions entre les écologistes et le candidat François Hollande en 2011 sur l'arrêt de la centrale nucléaire EPR de Flamanville, ou encore lors de la campagne du candidat François Fillon pour l'élection présidentielle française de 2017.
Au niveau européen, cette expression a également été utilisée par le commissaire aux affaires économiques, Olli Rehn, à propos de l'adoption en 2011 par la Grèce d'un plan d'austérité.